# Хаэ
Хаэ (ჰ, груз. ჰაე) — тридцать третья буква современного грузинского алфавита и тридцать седьмая буква классического грузинского алфавита.

## Использование
В грузинском языке обозначает звук [h]. Числовое значение в изопсефии — 9000 (девять тысяч).
Также используется в грузинском варианте лазского алфавита, используемом в Грузии. В латинице, используемой в Турции, ей соответствует h.
Ранее использовалась в абхазском (1937—1954) и осетинском (1938—1954) алфавитах на основе грузинского письма, после их перевода на кириллицу в абхазском была заменена на ҳ, а в осетинском — на х.
Во всех системах романизации грузинского письма передаётся как h. В грузинском шрифте Брайля букве соответствует символ ⠯ (U+282F).

## Написание
| Асомтаврули | Нусхури | Мхедрули |
| ----------- | ------- | -------- |
|             |         |          |

## Кодировка
Хаэ асомтаврули и хаэ мхедрули включены в стандарт Юникод начиная с самой первой его версии (1.0.0) в блоке «Грузинское письмо» (англ. Georgian) под шестнадцатеричными кодами U+10C0 и U+10F0 соответственно.
Хаэ нусхури была добавлена в Юникод в версии 4.1 в блок «Дополнение к грузинскому письму» (англ. Georgian Supplement) под шестнадцатеричным кодом U+2D20; до этого она была унифицирована с хаэ мхедрули.
Хаэ мтаврули была включена в Юникод в версии 11.0 в блок «Расширенное грузинское письмо» (англ. Georgian Extended) под шестнадцатеричным кодом U+1CB0.